# Olive (програмне забезпечення)
Olive — безплатне і відкрите програмне забезпечення для редагування відео для операційних систем Linux, Windows і macOS.
Випускається під GNU General Public License версії 3. Написаний на C++ використовує Qt для свого графічного інтерфейсу користувача, FFmpeg для мультимедійних функцій, OpenImageIO бібліотеку, OpenColorIO для управління кольором і CMake побудови системи для конфігурації.
План команди розробників полягає в тому, щоб об'єднати повне управління кольором, швидкий і високонадійний напівплоський\плоського рендерингу компонування на основі вузлів та змішування звуків, а також високоефективний автоматизований дисковий кеш. За словами команди розробників, ця партія функцій є такою, яку «ніхто інший NLE — навіть не комерційний — не намагався зробити». Наразі програма перебуває в альфі.

## Історія
Olive 0.1 був у розробці протягом року перш ніж опублікували. Колишній автор сказав, що сама програма була його першим масштабним проєктом написаний на C++. Через відсутність досвіду автора було зроблено багато програмних та відеообробних помилок. Оскільки кодова база 0.1 не була здатна реалізувати запланованих функцій, а команда розробників побачила, що «кодова база була повна проблем, які робили її нестійкою», програма повинна була переписана з нуля.
Версія 0.2 (неофіційна назва The Rewrite) планується як міцний фундамент для запланованих функцій. Попри те, що 0.2 офіційно не була випущена, нічні збірки можна завантажити і протестувати. Також планується додати підтримку для OpenTimelineIO.
У далекому майбутньому версії 0.3 планується покращити функції управління проєктами, що дозволяє користувачам попередньо кешувати тільки необхідні частини відео. Планується також поліпшити інтеграцію декількох проєктів, що полегшує спільну роботу, а також поліпшити конвеєр рендерингу для мережевого рендерингу, щоб дозволити декільком комп'ютерам працювати разом, рендеруючи один і той же проєкт для кешування прев'ю та експорту.